# Daheim

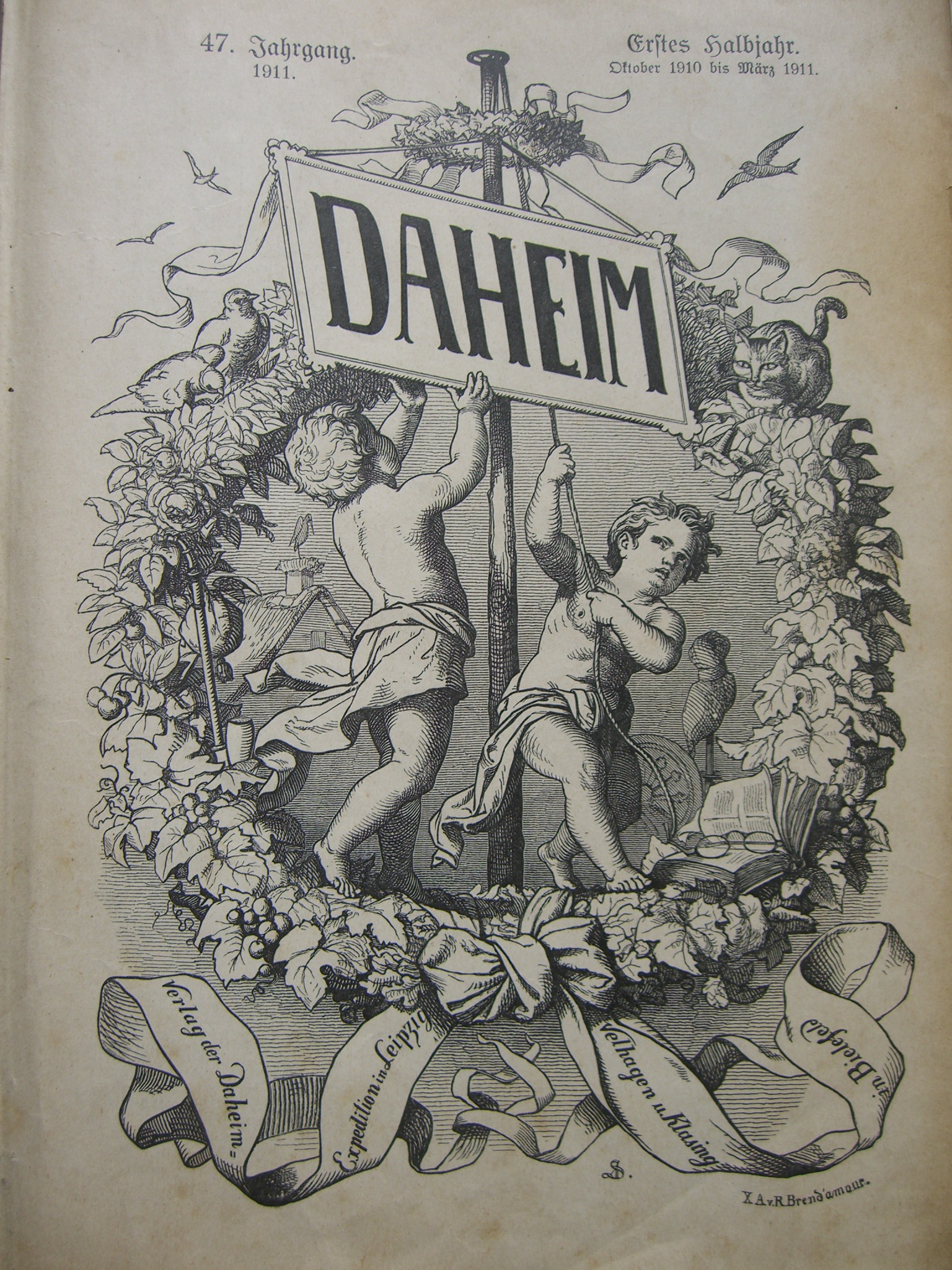
Couverture du magazine Daheim de 1911

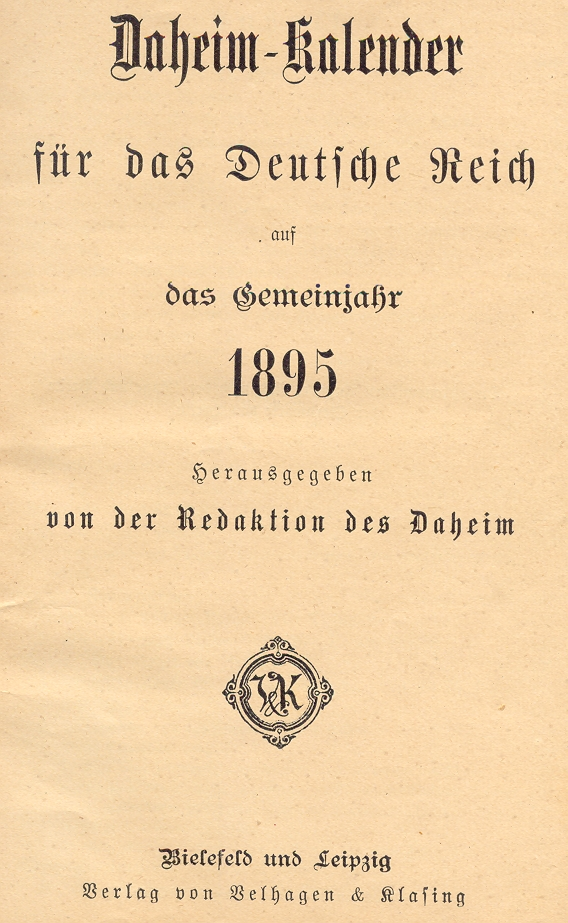
Couverture du calendrier Daheim 1895

La revue Daheim : ein deutsches Familienblatt mit Illustrationen est publiée sur 79 ans de 1864 à 1943 par la maison d'édition Daheim-Expedition (Velhagen & Klasing) à Leipzig, Bielefeld et Berlin. Le journal est initialement publié chaque semaine, puis tous les 14 jours et est basé sur la conception du Die Gartenlaube. En termes de contenu, une attitude chrétienne conservatrice prévaut.
Un calendrier Daheim annuel est également publié de 1872 à 1935, et de 1886 à 1888, il y a aussi des magazines Daheim mensuels. De 1915 à 1918, la maison d'édition Daheim-Expedition publie également une sous-série Illustrierte Kriegschronik des Daheim.
Encore et encore, le magazine contient des encarts thématiques tels que Aus der Zeit – für die Zeit (à partir de 1879), Frauen-Daheim (à partir de 1886), Hausmusik (à partir de 1890), Der Hausgarten (à partir de 1892) ou encore à partir de 1894 Kinder-Daheim, plus tard l'Arche Noah.
Au début, la direction éditoriale est assurée par Robert Koenig (de), jusqu'en 1877, Theodor Hermann Pantenius (de) prend la relève. À partir de 1890, Hanns von Zobeltitz (de) est rédacteur en chef du magazine. Le directeur du supplément de musique house est Ferdinand Pfohl (de) de 1889 à 1914.
Parmi les auteurs et illustrateurs qui travaillent pour Daheim figurent l'auteur de livres de cuisine Henriette Davidis et Ottilie Wildermuth, très connue à l'époque, ainsi que Theodor Fontane, Paul Heyse, Julius Stinde (de), Johannes Trojan (de), Fedor Flinzer, Heinrich Seidel (de), Ferdinand Lindner (de), Erich Kips (de), Ferdinand Pfohl (de) et d'autres. Le magazine est illustré par Richard Knötel, entre autres.